# Episodi di Gotham Knights
Gli episodi della prima e unica stagione della serie televisiva Gotham Knights sono stati trasmessi sul canale statunitense The CW dal 14 marzo al 27 giugno 2023.
In Italia, la serie è inedita.
| nº | Titolo originale          | Prima TV USA   |
| -- | ------------------------- | -------------- |
| 1  | Pilot                     | 14 marzo 2023  |
| 2  | Scene of the Crime        | 21 marzo 2023  |
| 3  | Under Pressure            | 28 marzo 2023  |
| 4  | Of Butchers and Betrayals | 4 aprile 2023  |
| 5  | More Money, More Problems | 11 aprile 2023 |
| 6  | A Chill in Gotham         | 25 aprile 2023 |
| 7  | Bad to Be Good            | 2 maggio 2023  |
| 8  | Belly of the Beast        | 9 maggio 2023  |
| 9  | Dark Knight of the Soul   | 23 maggio 2023 |
| 10 | Poison Pill               | 30 maggio 2023 |
| 11 | Daddy Issues              | 6 giugno 2023  |
| 12 | City of Owls              | 20 giugno 2023 |
| 13 | Night of the Owls         | 27 giugno 2023 |